# Округ Напа (Калифорнија)
Напа (енгл. Napa County) је округ у америчкој савезној држави Калифорнија.

## Демографија
По попису из 2010. године број становника је 136.484, што је 12.205 (9,8%) становника више него 2000. године.
| Група             | 2000.          | 2010.          |
| Белци             | 85.932 (69,1%) | 76.967 (56,4%) |
| Афроамериканци    | 1.645 (1,3%)   | 2.668 (2,0%)   |
| Азијати           | 3.694 (3,0%)   | 9.223 (6,8%)   |
| Хиспаноамериканци | 29.416 (23,7%) | 44.010 (32,2%) |
| Укупно            | 124.279        | 136.484        |